# Diadochové
[[Soubor:Diadochi LA.svg|vpravo|330px|náhled|Helenistický svět po bitvě u Ipsu roku 301 př. n. l.

říše diadochů: 

ostatní:
[[Soubor:Diadochové2.jpg|vpravo|330px|náhled|Říše diadochů před začátkem válek s Římany kolem roku 200 př. n. l.

říše diadochů:

státy vzniklé na území diadochů:

ostatní:

Helenistický svět po bitvě u Ipsu roku 301 př. n. l.
říše diadochů:
říše Seleuka I. Níkátora
říše Ptolemaia I. Sótéra
Lýsimachova říše
(Thrákie a Malá Asie)
Kassandrova říše
Épeirské království
ostatní:
Kartágo
Římská republika
legend|#85AB54|border=1px solid black|řecké městské státy (Syrakusy, Tarentum, Massalia, Neapolis)

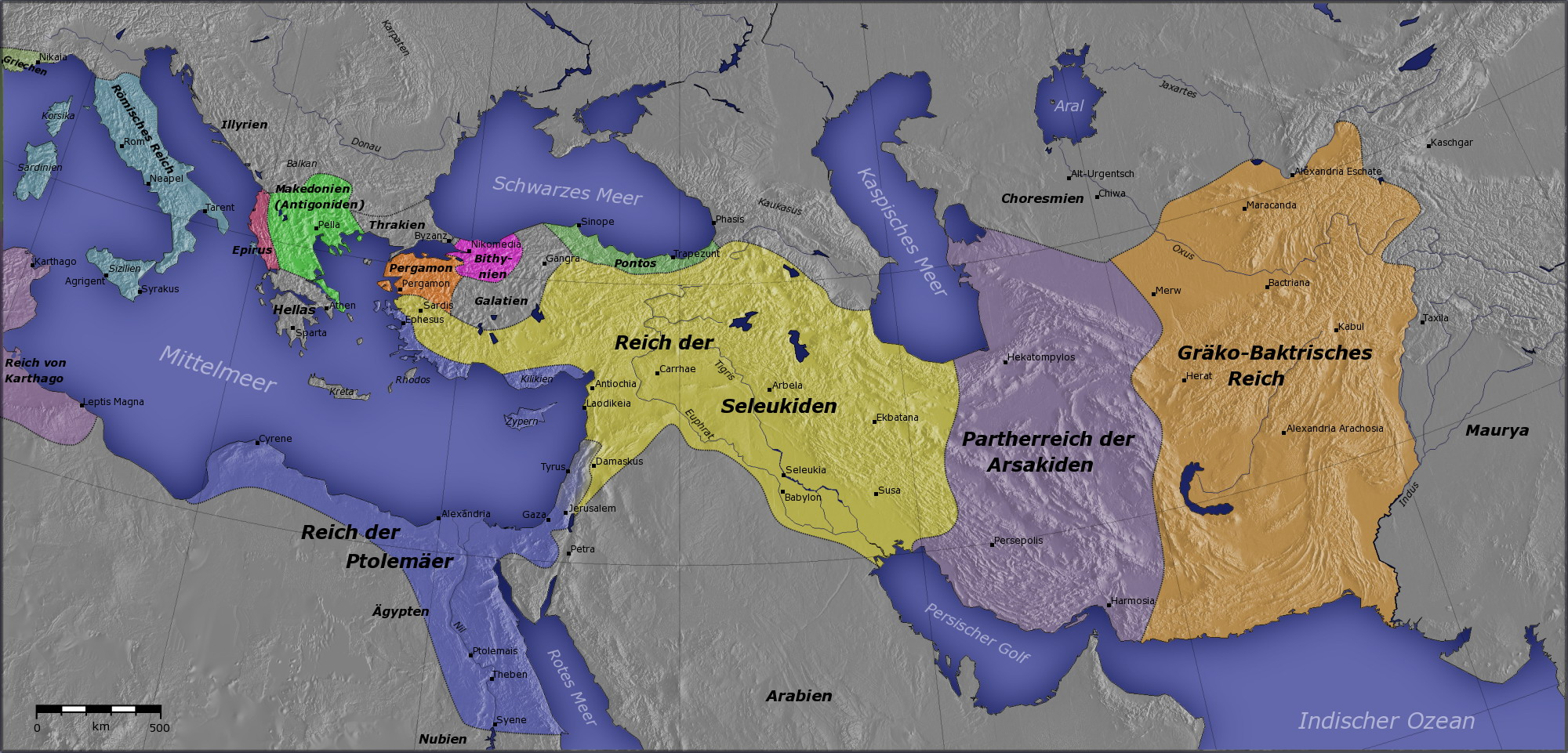
Říše diadochů před začátkem válek s Římany kolem roku 200 př. n. l.
říše diadochů:
Seleukovská říše
Ptolemaiovská říše
Antigonovská říše (Makedonie)
Épeirské království
státy vzniklé na území diadochů:
Pergamské království
Řecko-baktrijské království
Pontské království
Parthská říše
Bithýnské království
ostatní:
Římská republika
Kartágo
legend|#85AB54|border=1px solid black|Massalia

Diadochové byli nástupci Alexandra Velikého, kteří si mezi sebou v letech 322–301 př. n. l., během tzv. válek diadochů rozdělili Alexandrovu velikou říši. Byli to převážně dřívější Alexandrovi společníci a generálové, kteří po jeho smrti nejprve dostali na starost jednotlivé provincie. Původně jen jako správci území, které měl zdědit Alexandrův syn Alexandr IV. Aigos, ale protože byl jen dítětem a spoluvládce Filip III. Arrhidaios nebyl dostatečně silnou osobností, aby říši udržel pohromadě, diadochové se změnili v suverénní vladaře, kteří mezi sebou začali bojovat o moc. Ti, kteří dokázali uhájit svá území, případně je rozšířit, přijali titul krále a založili nástupnická království a vlastní dynastie.

## Někteří diadochové
K významným diadochům patřili: 
- Seleukos I. Níkátor – zakladatel Seleukovské dynastie,
- Ptolemaios I. Sótér – zakladatel Ptolemaiovské dynastie vládnoucí v Egyptě,
- Antigonos Monofthalmos – nejstarší a dlouhou dobu nejmocnější ze všech diadochů, zakladatel Antigonovské dynastie,
- Lýsimachos – vládl v Thrákii a Malé Asii, po jeho smrti si království rozdělili Seleukovci a Ptolemaiovci,
- Kassandros – syn Antipatra, vládl v Makedonii,
- Démétrios I. Poliorkétés – syn Antigona, nevládl samostatně žádnému většímu území.